# Nueva Esperanza (partido)
Nueva Esperanza (en hebreo: תקווה חדשה; transliterado: Tikva Hadashá) es un partido político liberal nacional en Israel.

## Historia
El partido estaba formado por el exmiembro de la Knéset del partido Likud y el exministro Gideon Sa'ar el 8 de diciembre de 2020, Saar presentó posteriormente su dimisión de la Knéset el 9 de diciembre.
El mismo día, los miembros de Knéset del partido Derej Eretz, Yoaz Hendel y Zvi Hauser, anunciaron que se unirían a Nueva Esperanza. Los diputados del Likud Yifat Shasha-Biton, Michal Shir, Sharren Haskel y Ze'ev Elkin también se unieron más tarde.  Meir Yitzhak Halevi se unió al partido el 28 de diciembre.  Benny Begin y Dani Dayan se unieron el 21 de enero de 2021, mientras que Hila Vazan, miembro de Knéset, se unió el 31 de enero. El partido firmó un acuerdo con la formación Yamina el 4 de enero de 2021.

## Política financiera
El partido apoya una economía mixta. Aboga por una expansión del sector tecnológico y de la infraestructura de Israel, además de apoyar una reducción en el tamaño de la burocracia del país, por otro lado, apoya una expansión de la red de seguridad social en Israel, así como subvenciones para las pequeñas empresas. 

## Reforma gubernamental
El partido apoya la limitación de mandatos, y cuenta con una propuesta para limitar el mandato del Primer ministro a ocho años. Además, su plataforma incluye una propuesta para elegir a la Knéset mediante una representación proporcional mixta.

## Resultados electorales
| Año  | Líder        | Votos         | %    | Resultado | +/-   | Gob       |
| ---- | ------------ | ------------- | ---- | --------- | ----- | --------- |
| 2021 | Gideon Sa'ar | 209 161 (#11) | 4,74 | 6/120     | Nuevo | Coalición |